# Dęby Wolskie
Dęby Wolskie – wieś w Polsce położona w województwie łódzkim, w powiecie bełchatowskim, w gminie Rusiec.
W latach 1975–1998 miejscowość administracyjnie należała do województwa sieradzkiego.